# 中村玉太郎 (5代目)
五代目 中村 玉太郎（ごだいめ なかむら たまたろう、2000年〈平成12年〉10月22日 - ）は、歌舞伎役者。屋号は加賀屋、定紋は梅八ツ藤。歌舞伎名跡「中村玉太郎」の当代。本名は河野 彩人（こうの あやと）。立役を主とする。

## 来歴
2000年に四代目中村玉太郎（現・中村松江）の長男として生まれる（東京生まれ）。2006年（平成18年）４月歌舞伎座 六世中村歌右衛門五年祭において父が六代目中村松江を襲名するのに併せ『関八州繋馬』の里の子梅松で五代目中村玉太郎を名のり初舞台。
- 好きな食べ物：オムライス・おそば
- どんなことして遊ぶのが好き？：ムシキング
- お稽古事：日本舞踊（3歳から宗家藤間流）
- 将来の夢は？「かっこいい中村玉太郎になる！」（※2006年当時のミニアンケートより）[2]

平成19年12月国立劇場特別賞（宇野信夫・作「それぞれの忠臣蔵」『堀部彌兵衛』判右衛門倅判平 役にて）
2014年歌舞伎座『勧進帳』で太刀持ち音若。
2015年から中村鷹之資らとともにKAAT若手舞踊公演 "SUGATA" を公演。以降シリーズ化して2018年まで上演。
2019年には四代目市川猿之助演出・主演のスーパー歌舞伎Ⅱ「新版オグリ」で小栗判官の郎党の一人小栗六郎を熱演。

## 主な出演
- KAAT 若手舞踊公演 "SUGATA"  
  - 新作 清元・長唄「葛城山蜘蛛絲譚」(かつらぎやまちちゅうのよばなし)～妖怪土蜘蛛退治～（題材：土蜘蛛_(能)）（2015年） - 山神[3][4]
  - 新説・西遊記（題材：西遊記）（2016年） - 沙悟浄[5]
  - 続 新説・西遊記（2017年） - 沙悟浄[6][7]
  - 「二人三番叟」三番叟　／ 通し狂言「雙生隅田川」[8]

- 2019年 国立劇場 歌舞伎鑑賞教室 解説・『菅原伝授手習鑑』「車引」舎人杉王丸（尾上左近と交互出演）